# Hiré
Hiré è una città, sottoprefettura e comune della Costa d'Avorio, situata nel dipartimento di Divo. Conta una popolazione di 50 357 abitanti (censimento 2014).